# ماتيو مانكوسو
ماتيو مانكوسو (بالإيطالية: Matteo Mancosu)‏ (22 ديسمبر 1984 بكالياري في إيطاليا - ) هو لاعب كرة قدم إيطالي في مركز الهجوم. لعب مع نادي بولونيا ونادي كاربي وVigor Lamezia ‏ ونادي طرابنش 1905 ‏ ولاتينا كالتشيو وSS Villacidrese Calcio ‏ وASD Atletico Elmas ‏ وUSD Nuorese Calcio 1930 ‏.

## روابط خارجية
- ماتيو مانكوسو على موقع الدوري الأمريكي (الإنجليزية)
- ماتيو مانكوسو على موقع قاعدة بيانات كرة القدم.إي يو (الإنجليزية)
- ماتيو مانكوسو على موقع Soccerbase.com (لاعب) (الإنجليزية)
- ماتيو مانكوسو على موقع Soccerway.com (الإنجليزية)
- ماتيو مانكوسو على موقع عالم كرة القدم.نت (الإنجليزية)
- ماتيو مانكوسو على موقع AS.com (الإسبانية)